# Короткие волны
Короткие волны (КВ, SW, Short Waves, а также декаметровые волны) — диапазон радиоволн с частотой от 3 МГц (длина волны 100 м) до 30 МГц (длина волны 10 м). Также могут именоваться высокочастотный диапазон или просто ВЧ.
Короткие волны отражаются от ионосферы с малыми потерями. Поэтому, путём многократных отражений от ионосферы и поверхности Земли, они могут распространяться на большие расстояния. Короткие волны используются для радиовещания, а также для любительской и профессиональной радиосвязи. Качество приёма при этом зависит от различных процессов в ионосфере, связанных с уровнем солнечной активности, временем года и временем суток. Так, днём лучше распространяются волны меньшей длины, а ночью — большей. Для связи между наземными станциями и космическими аппаратами с высотой орбиты выше ≈500 километров они непригодны, так как не проходят сквозь ионосферу (при низких уровнях мощности).
На коротких волнах наблюдаются замирания — изменения уровня принимаемого сигнала. Они проявляются как кратковременное снижение амплитуды несущей частоты или вовсе ее пропадание. Замирания возникают из-за того, что радиоволны от передатчика распространяются к приёмнику разными путями и поступают с разной фазой, из-за чего может возникать снижение амплитуды за счет деструктивной интерференции на антенне приёмника.

## Влияние слоёв ионосферы на распространение радиоволн в КВ-диапазоне
Слой F2 — самый верхний из ионизированных слоёв ионосферы. Концентрация этого слоя повышается днем, летом она выше, чем зимой. Максимальное распространение для связи одним скачком до 4000 км. Чем выше концентрация слоя, тем более высокая частота может ещё отразиться от ионосферы. Максимальная частота, при которой происходит отражение, называется максимально применимой частотой (МПЧ). С увеличением угла отражения МПЧ возрастает.
Слой F1 — существует только днем. Максимальное распространение для связи одним скачком до 3000 км. Ночью сливается со слоем F2.
Слой Е — отражающий слой, наименее подвержен солнечной активности. Максимальное распространение для связи одним скачком до 2000 км. МПЧ зависит только от угла отражения.
Слой Es — слой Е спорадический. Возникает спорадически (изредка), чаще в экваториальных широтах. Характеристики как у слоя Е.
Слой D — самый нижний из ионизированных слоёв ионосферы и единственный поглощающий слой для радиоволн КВ диапазона. Существует только днем. Ночью исчезает. При исчезновении слоя D ночью, становится возможен прием слабых и далеко расположенных радиостанций.
Из-за уменьшения МПЧ радиоволны отражаемой слоем F2 и увеличением помех из-за пропадания слоя D, ночью, профессиональная радиосвязь в КВ диапазоне затруднена.
«Аврора» — отражения радиоволн от полярного сияния.
Прогноз МПЧ — расчет МПЧ производится по месячным, пятидневным и ежедневным прогнозам. В России эти прогнозы выдаются Институтом земного магнетизма, ионосферы и распространения радиоволн им. Н. В. Пушкова Российской Академии наук (ИЗМИРАН).
Оптимальная рабочая частота оценивает максимальную частоту, которая должна использоваться для данной критической частоты и угла падения. Это частота, выбранная во избежание неоднородностей атмосферы.

## Вещательные диапазоны КВ
Радиовещание на КВ ведется на лицензируемых частотах и участках:
| Участок    | Диапазон радиоволн, м | Диапазон радиочастот, кГц |
| ---------- | --------------------- | ------------------------- |
| 011 метров | 011,60—011,40         | 25 600—26 100             |
| 013 метров | 013,80—013,60         | 21 450—21 850             |
| 015 метров | 015,70—015,60         | 18 900—19 020             |
| 016 метров | 017,00—016,60         | 17 480—17 900             |
| 019 метров | 019,70—018,80         | 15 100—15 800             |
| 022 метра  | 021,90—021,40         | 13 570—13 870             |
| 025 метров | 025,60—024,50         | 11 600—12 100             |
| 031 метр   | 031,60—030,00         | 09 400—09 900             |
| 041 метр   | 041,25—039,90         | 07 200—07 450             |
| 049 метров | 050,30—047,90         | 05 900—06 200             |
| 060 метров | 062,50—058,70         | 04 750—05 060             |
| 075 метров | 076,20—074,25         | 03 900—04 000             |
| 090 метров | 092,80—087,35         | 03 200—03 400             |
| 120 метров | 129,00—119,0          | 02 300—02 495             |
| 1. 2.      |                       |                           |

Советские бытовые радиоприёмники обычно имели цензурное ограничение и не принимали КВ-станции короче 25-метрового диапазона (выше 12МГц), см. Иностранное радиовещание на территорию СССР#Приём_вещания.
Днём для дальних связей используют волны длиной 10—25 м (частоты 11600—26100 кГц). Такие волны способны отразиться при малом угле возвышения от слоя F, применение волн длиной 30—100 м не целесообразно, так как идёт сильное поглощение волн в нижних слоях ионосферы, что вызывает необходимость увеличивать мощность передатчиков.
Ночью для дальней связи используют волны длиной 30—100 м (частоты 3000—10000 кГц), так как потери в нижних слоях ионосферы не столь значительны, слой D отсутствует, а у слоя E сильно падает ионизация. Днём для дальних связей не используют из-за сильного поглощения.
Поэтому днём применяют наиболее высокочастотные поддиапазоны КВ, ночью — низкочастотные поддиапазоны КВ.
В отдельных случаях применяется «инверсное» вещание, когда днём ведётся вещание на ночных диапазонах, а ночью на дневных. Применяется это для случаев, когда необходимо «ограничить» дальность радиовещания, например для радиостанции вещающей исключительно для данной местности.

## Любительские диапазоны КВ
В первые десятилетия существования радио считалось, что волны короче 250 м малопригодны для практических целей, поэтому весь КВ диапазон был предоставлен в распоряжение любителей-энтузиастов для экспериментов. Первым законодательным актом, регламентировавшим любительскую радиосвязь, был «Закон о радио», принятый Конгрессом США в 1912 году. По мере совершенствования техники радиосвязи выяснилось, что при определенных условиях на КВ возможна связь на дальние расстояния даже при минимальной мощности передатчика.
В настоящее время для любительской связи на КВ выделены строго определённые диапазоны частот, которые несколько отличаются для разных стран мира. Так, в Российской Федерации  Решение Государственной комиссии по радиочастотам при Минкомсвязи России от 15.07.2010 № 10-07-01 с изменениями согласно Решению ГКРЧ от 16 апреля 2018 года № 18-45-02 устанавливает для радиостанций любительской службы на территории России следующие КВ-диапазоны:
| Участок      | Диапазон радиоволн, м | Диапазон радиочастот, кГц |
| ------------ | --------------------- | ------------------------- |
| 0.010 метров | 0.010,70—0.010,10     | 28 000,0—29 700,0         |
| 0.012 метров | 0.012,04—0.012,00     | 24 890,0—24 990,0         |
| 0.014 метров | 0.014,30—0.013,90     | 21 000,0—21 450,0         |
| 0.017 метров | 0.016,60—0.016,50     | 18 068,0—18 168,0         |
| 0.020 метров | 0.021,40—0.020,80     | 14 000,0—14 350,0         |
| 0.030 метров | 0.029,70—0.029,50     | 10 100,0—10 150,0         |
| 0.040 метров | 0.042,80—0.041,60     | 07 000,0—07 200,0         |
| 0.080 метров | 0.082,10—0.078,90     | 03 650,0—03 800,0         |
| 0.080 метров | 0.085,70—0.082,10     | 03 500,0—03 650,0         |
| 0.160 метров | 0.166,00—0.150,00     | 01 810,0—02 000,0         |
| 2 200 метров | 2 209,00—2 176,00     | 00.135,7—00.137,8         |
| 1. 2.        |                       |                           |

## Радиовещание на коротких волнах
В настоящий момент на русском языке на коротких волнах вещают государственные (теле-) радиокомпании стран
Европы:
- Румыния (радиоканал «Radio Romania International[англ.]» радиокомпании «Radio Romania»);
- Турция (радиоканал «Голос Турции» телерадиокомпании «TRT»);
- Ватикан (радиоканал «Радио Ватикана»[7][8], вещающая служба Святого Престола);

Северной Америки:
- США (Радио «Свобода») (радиокомпания WRMI[англ.] (Radio Miami International)[9] из Флориды);

Юго-Восточной Азии:
- Вьетнам (радиоканал «Голос Вьетнама» одноимённой радиокомпании);
- Северная Корея (радиоканал «Голос Кореи» радиокомпании «Корейское центральное радио»);
- Южная Корея (радиоканал «Всемирное радио KBS» телерадиокомпании «KBS»);
- Тайвань (КР) (радиоканал «Международное радио Тайваня» радиокомпании «Китайское центральное радио»);
- Китай (КНР) (радиоканал «Международное радио Китая»);
- Япония (радиоканал «Радио Японии NHK World» телерадиокомпании «NHK»);

Южной Азии:
- Индия (радиоканал «Всеиндийское Радио» одноимённой радиокомпании), 11620 кГц, DRM
- ОАЭ (радиоканал «WRN Всемирная Радиосеть»[10][11]), 11785 кГц wrn.world (архивный сайт www.wrn.ru)

Передней Азии:
- Иран (радиоканал «Голос Исламской Республики Иран» одноимённой радиокомпании);

а также религиозные радиоканалы:
- KNLS[англ.] — Станция Новой Жизни;
- HCJB[англ.] — Голос Анд;
- Trans World Radio — Трансмировое Радио[12];
- Всемирное Радио Адвентистов[13] — Голос Надежды;
- WWCR — Worldwide Christian Radio;
- WHRI[англ.] — World Harvest Radio;
- Far East Broadcasting Company[англ.] (FEBC) — Радио Теос.

Список средневолновых и коротковолновых радиостанций, частот, языков вещания и расположения передатчиков по всему миру.

## Проект цифрового радиовещания в Арктике
Распоряжением Правительства РФ от 28 марта 2010 г. № 445-р признано целесообразным внедрение в Российской Федерации системы цифрового радиовещания DRM — Digital Radio Mondiale.
Формат DRM — это единственный цифровой стандарт, разработанный для частот ниже 30 МГц. Преимущества:
- существенное улучшение качества вещания;
- возможность многоканального (2–3 радиопрограммы) вещания в одной полосе частот;
- возможность предоставления дополнительных услуг (передача текстовой и видеоинформации, различных радиовещательных служб);
- возможность создания системы оповещения населения о чрезвычайных ситуациях с адресной передачей дополнительной информации;
- сокращение эксплуатационных расходов по сравнению с аналоговым вещанием на 25–30%.